# Divino Amore delle Religiose dell'Assunzione
Divino Amore delle Religiose dell'Assunzione är ett kapell i Rom, helgat åt Den gudomliga kärleken. Kapellet är beläget vid återvändsgatan Via Alessandro Viviani i quartiere Appio Claudio och tillhör församlingen Assunzione di Maria.
Kyrkan förestås av Assumptionssystrarna (Religiose dell'Assunzione), en kongregation, grundad av Marie-Eugénie de Jésus (1817–1898; helgonförklarad 2007) år 1839.

## Historia
Kapellet uppfördes år 1953 vid Parco degli Acquedotti. Fasaden har ett rundfönster med ett likarmat kors. Interiörens triumfbåge har två korintiska kolonner i kalksten.

## Kommunikationer
- Tunnelbanestation Lucio Sestio – Roms tunnelbana, linje
- Busshållplats Lucio Sestio – Roms bussnät, linje 557